# Suburban Knights
Suburban Knights is de eerste single van het album Once Upon a Time In The West van Hard-Fi. De single behaalde de eerste positie in de Kink 40. Ook behaalt de single een notering in de Nederlandse Single Top 100.

## Tracks
Cd-single
1. "Suburban Knights"
2. "Suburban Knights" (Steve Angello & Sebastian Ingrosso Mix)

7" single 1
1. "Suburban Knights"
2. "You And Me"

7" single 2
1. "Suburban Knights"
2. "Suburban Knights" (DJ Wrong Tom's Delight Mix)